# جب الغولي (الرقة)
جب الغولي قرية سورية تتبع ناحية المنصورة في منطقة الثورة في محافظة الرقة. بلغ عدد سكانها 432 نسمة في عام 2004 حسب إحصاء المكتب المركزي للإحصاء.